# Синдром Жильбера
Синдро́м Жильбе́ра (також — проста сімейна холемія, конституційна гіпербілірубінемія, ідіопатична некон'югована гіпербілірубінемія, негемолітична сімейна жовтяниця) — пігментний гепатоз, синдром з автосомно-рецесивним (зрідка автосомно-домінантним) типом успадкування, що характеризується підвищенням рівня непрямого білірубіну в крові (гіпербілірубінемія) внаслідок порушення внутрішньоклітинного транспорту білірубіну в печінкових клітинах (гепатоцитах) до місця його з'єднання з глюкуроновою кислотою, зменшенням рівня гіпербілірубінемії під дією фенобарбіталу. Також синдром визначають як доброякісну сімейну некон'юговану гіпербілірубінемію помірної виразності, яка не пов'язана з гемолізом еритроцитів.

## Історичні відомості
Це доброякісне хронічне ураження вперше описали у 1900—1901 роках французькі лікарі-терапевти Августин Ніколя Жильбер і Пьєр Леребулле. На честь Жильбера дали назву цьому синдрому, однак сучасні німецькі лікарі з цим не згодні, вони вважають, що синдром вперше описав у 1939 році німецький лікар Йенс Мейленграхт, тому називають ураження відповідно «синдромом Мейленграхта».

## Епідеміологічні дані

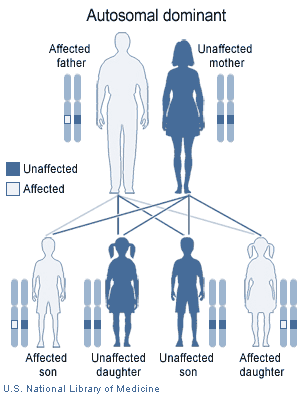
Аутосомно-домінантний тип успадкування

Найчастіша форма спадкового пігментного гепатозу, яку виявляють у 1-5 % населення. Синдром поширений у європейців (2-5 %), азіатів (3 %) і африканців (36 %). Синдром проявляється зазвичай у підлітковому періоді. Часто хворі не підозрюють про свою хворобу, поки не виявиться при клінічному огляді чи при проведенні лабораторних досліджень.

## Генетичні порушення
Синдром має аутосомно-домінантний тип успадкування. Ген, що кодує УДФ-глюкуронозілтрансферазу-1 (UGT1A1) має промотор-TATA-Box, який містить алелі A(TA)6TAA. Синдром, як правило, асоціюється з гомозиготними A(TA)7TAA алелями. Поліморфізм алелей позначають UGT1A1*28.

## Патогенез
Через доброякісність перебігу синдрому в людей ґрунтовні дослідження з вивчення патогенезу проведені на тваринних моделях — болівійських білячих мавпах. У 94 % при хворобі Жильбера пошкоджуються ферменти сім'ї глікозилтрансфераз: UDP-GT1-A6 (зниження активності приблизно на 50 %) і UDP-GT1-A7 (зниження активності приблизно на 83 %). Внаслідок цього відбувається порушення захоплення білірубіну мікросомами васкулярного полюсу печінкової клітини (гепатоцита), порушення його транспортування глутатіон-S-трансферазою, яка доставляє непрямий білірубін до мікросом гепатоцитів, а також неповноцінність мікросомального ферменту урідиндифосфатглюкуронілтрансферази, за допомогою якої відбувається кон'югація непрямого білірубіну з глюкуроновою та іншими кислотами. Через усі ці порушення при синдромі Жильбера зменшується ще й активність УДФ-глюкуронілтрансферази на 70-75 %. У жовчі виявляють переважно білірубіна моноглюкуронід, меншою мірою — диглюкуронід. Надлишковий непрямий білірубін, який на відміну від прямого білірубіну, не здатний виходити з сечею, внаслідок притаманної йому тропності потрапляє до центральної нервової системи, де спричинює гальмування роботи деяких структур.

## Клінічні ознаки
Провокує загострення синдрому голодування, інтеркурентні інфекційні захворювання, тривале блювання з будь-яких причин. При невисокому рівні білірубіна в крові пацієнтів практично нічого не турбує. Під час загострення, коли рівень непрямого білірубіна відчутно підвищується, пацієнти скаржаться на немотивовану слабкість, швидку втомлюваність, нудоту, дискомфорт у ділянці печінки, гальмування когнітивних процесів, неможливість виконання інтенсивної розумової роботи тощо. Однак перебіг синдрому доброякісний, тривалості життя не зменшує. Іноді пацієнтів взагалі нічого не турбує і виявлення синдрому відбувається випадково, під час обстеження з приводу інших хвороб або при проведенні медичного профілактичного огляду.

## Діагностика
Спеціальні методики визначення генетичних аномалій, стану ферментних систем печінкових клітин є складними для рутинної клінічної практики. Використовують діагностичні проби: одноденного голодування, що призводить до збільшення в крові рівню непрямого білірубіна, або з фенобарбіталом, вживання якого в дозі 0,1 г наступного дня після прийому призводить до зменшення рівню непрямого білірубіна в крові.

## Лікування
У цілому перебігає доброякісно, через що призначення препаратів має бути під час загострення, підвищення рівню непрямого білірубіну. Призначають фенобарбітал, але коротким курсом, аби не спричинити розвиток барбітурової залежності.